# Beacon Theatre
El Beacon Theatre es un teatro histórico ubicado en Nueva York, Nueva York. El Beacon Theatre se encuentra inscrito en el Registro Nacional de Lugares Históricos desde el 4 de noviembre de 1982. 

## Ubicación
El Beacon Theatre se encuentra dentro del condado de Nueva York en las coordenadas 40°46′50″N 73°58′52″O / 40.780556, -73.981111.